# Cristina Sciolla
Cristina Sciolla, née le 29 juin 1965 à Turin, est une patineuse de vitesse sur piste courte italienne.

## Biographie
Cristina Sciolla dispute les épreuves de démonstration des Jeux olympiques d'hiver de 1988 à Calgary ; elle remporte le relais sur 3 000 m. Elle participe aussi aux Jeux olympiques d'hiver de 1992 à Albertville ; elle est éliminée au premier tour sur 500 m et en demi-finales en relais. 
Elle est mariée au patineur de vitesse sur piste courte Hugo Herrnhof.